# Bahraini Premier League 2024/25
Die Bahraini Premier League 2024/25, auch bekannt als Nasser bin Hamad Al Chalifa Premier League, war die 68. Spielzeit der höchsten bahrainischen Fußballliga seit ihrer Gründung 1956. Die Liga wurde von der Bahrain Football Association organisiert. Es nahmen zwölf Mannschaften an dem Wettbewerb teil. Die Saison begann am 21. September 2024 und endete am 27. Mai 2025. Titelverteidiger war der Al-Khaldiya SC.

## Teilnehmer
| Verein          | Beheimatet in   |
| --------------- | --------------- |
| A'Ali CSC       | A'ali (N)       |
| al-Ahli         | Manama          |
| Al-Khaldiya SC  | Hamad Town      |
| Muharraq Club   | al-Muharraq     |
| al-Najma Club   | Manama          |
| Al-Riffa SC     | Riffa           |
| Al-Shabab       | Manama          |
| Bahrain Club    | al-Muharraq (N) |
| East Riffa Club | Riffa           |
| Malkiya Club    | al-Mālikīya (N) |
| Manama Club     | Manama          |
| Sitra Club      | Sitra           |

## Austragungsorte
| Stadion                     | Standort    | Kapazität |
| --------------------------- | ----------- | --------- |
| al Muharraq Stadium         | Arad        | 20.000    |
| Nationalstadion Bahrain     | Riffa       | 24.000    |
| Khalifa Sports City Stadium | Madinat Isa | 15.000    |

## Tabelle
| Pl.                       | Verein             | Sp. | S  | U  | N  | Tore    | Diff. | Punkte |
| ------------------------- | ------------------ | --- | -- | -- | -- | ------- | ----- | ------ |
| 1.                        | Muharraq Club      | 22  | 16 | 3  | 3  | 054:170 | +37   | 51     |
| 2.                        | Al-Khaldiya SC (M) | 22  | 13 | 3  | 6  | 040:260 | +14   | 42     |
| 3.                        | Sitra Club         | 22  | 10 | 8  | 4  | 033:210 | +12   | 38     |
| 4.                        | Al-Riffa SC        | 22  | 11 | 5  | 6  | 039:270 | +12   | 38     |
| 5.                        | Al-Shabab          | 22  | 7  | 9  | 6  | 023:230 | ±0    | 30     |
| 6.                        | Malkiya Club (N)   | 22  | 6  | 10 | 6  | 023:270 | −4    | 28     |
| 7.                        | al-Ahli            | 22  | 8  | 3  | 11 | 032:350 | −3    | 27     |
| 8.                        | al-Najma Club      | 22  | 7  | 6  | 9  | 029:290 | ±0    | 27     |
| 9.                        | Bahrain Club (N)   | 22  | 6  | 5  | 11 | 027:410 | −14   | 23     |
| 10.                       | A'Ali CSC (N)      | 22  | 6  | 5  | 11 | 026:370 | −11   | 23     |
| 11.                       | East Riffa Club    | 22  | 4  | 8  | 10 | 021:310 | −10   | 20     |
| 12.                       | Manama Club        | 22  | 2  | 7  | 13 | 015:480 | −33   | 13     |
| Stand: Saisonende 2024/25 |                    |     |    |    |    |         |       |        |

| Zum Saisonende 2024/25:                                                                                                |
| Bahrainischer Meister und Qualifikation zur AFC Champions League Two Relegation Abstieg in die Bahrain Second Division |

| Zum Saisonende 2023/24: |                                                                                            |
| (M)                     | Amtierender Meister: Al-Khaldiya SC                                                        |
| (N)                     | Aufsteiger aus der Bahraini Second Division 2023/24: A'Ali CSC, Bahrain Club, Malkiya Club |

## Relegation
In den Abstiegs-Play-off-Spielen treffen das neunt- und zehntplatzierte Team der ersten Liga auf die auf die dritt- und viertplatzierten Teams der bahrainischen zweiten Liga 2024/25. In einer Vierergruppe muss jede Mannschaft einmal gegen die anderen qualifizierten Mannschaften antreten. Der erste und zweite der Gruppe spielen in der Saison 2025/26 in der ersten Liga, der dritte und der vierte spielen in der Saison 2025/26 in der zweiten Liga.

### Teilnehmer
| Mannschaft   | Platzierung 2024/25                 |
| ------------ | ----------------------------------- |
| Bahrain Club | 9. Platz – Bahraini Premier League  |
| A'Ali CSC    | 10. Platz – Bahraini Premier League |
| al-Hala      | 3. Platz – Bahraini Second Division |
| Isa Town FC  | 4. Platz – Bahraini Second Division |

## Torschützenliste
Stand: Saisonende 2024/25
| Platz | Spieler                | Mannschaft     | Tore |
| ----- | ---------------------- | -------------- | ---- |
| 1.    | Juninho                | al-Najma Club  | 16   |
| 2.    | Mahdi Abduljabbar      | Al-Khaldiya SC | 12   |
| 3.    | Abdulla Al-Hashsash    | al-Ahli        | 11   |
| 4.    | Mohamed Al-Romaihi     | Manama Club    | 10   |
| 4.    | Samy Frioui            | Al-Riffa SC    | 10   |
| 6.    | Vinícius Vargas        | Al-Riffa SC    | 9    |
| 7.    | Joel Vinícius          | Bahrain Club   | 8    |
| 8.    | Elliot Simoes          | Muharraq Club  | 7    |
| 9.    | Gleison Moreira        | Al-Khaldiya SC | 6    |
| 9.    | Gabriel Vasconcelos    | Bahrain Club   | 6    |
| 9.    | Robson da Silva        | A'Ali CSC      | 6    |
| 9.    | Isa Abdulwahab Al-Bari | Malkiya Club   | 6    |